# Ivanice
Ivanice es un municipio del distrito de Rimavská Sobota en la región de Banská Bystrica, Eslovaquia, con una población estimada a final del año 2024 de 248 habitantes.
Se encuentra ubicado al este de la región, en la cuenca hidrográfica del río Sajó —un afluente derecho del río Tisza— y cerca de la frontera con la región de Košice y con Hungría.

## Demografía
| Año        | 1994 | 2004    | 2014     | 2024    |
| ---------- | ---- | ------- | -------- | ------- |
| Población  | 185  | 203     | 246      | 248     |
| Diferencia |      | +9,72 % | +21,18 % | +0,81 % |

| Año        | 2023 | 2024    |
| ---------- | ---- | ------- |
| Población  | 243  | 248     |
| Diferencia |      | +2,05 % |